# Liolaemus wiegmannii
Liolaemus wiegmannii  (лат.) — вид ящериц из семейства игуанообразных. Видовое латинское название дано в честь немецкого зоолога Аренда Фридриха Августа Вигмана (1802—1841).
Эта дневная ящерица обитает на востоке, в центре и южной части Южной Америки.
Длина тела составляет около 48 мм, общая длина (с хвостом) — 70 мм.
Их рацион состоит из мелких паукообразных и насекомых, таких как моли, двукрылые и жуки. Яйцекладущая ящерица.